# Tumulto (romanzo)
Tumulto (titolo originale: The Turmoil) è un romanzo del 1915 dell'autore statunitense Newton Booth Tarkington. Si tratta del primo volume della trilogia Growth, che prosegue con The Magnificent Ambersons (1918) e si conclude con The Midlander (1924) (reintitolato National Avenue nel 1927).
Nel 1916, uscì The Turmoil, diretto da Edgar Jones e interpretato da una famosa attrice teatrale inglese, Valli Valli. Nel 1924, ne uscì un rifacimento dallo stesso titolo, The Turmoil, con Eleanor Boardman diretta da Hobart Henley.
In Italia il romanzo è apparso per la prima volta con il titolo Il turbine nel 1930 per Sonzogno editore, ed è poi stato ripubblicato con traduzione riveduta e ampliata nel 2017 da Landscape Books.

## Trama
Il romanzo è ambientato nel Midwest americano all'inizio del XX secolo, in una città che non viene mai nominata ma assomiglia a Indianapolis, città natale di Tarkington. Protagonista è il giovane Bibbs Sheridan, terzogenito di una famiglia borghese arricchitasi repentinamente grazie allo sviluppo industriale della città. Cagionevole di salute e restio al lavoro pratico, Bibbs coltiva la passione per la letteratura ed è per questo disprezzato dal padre e considerato un minorato dal resto della famiglia.
Quando però suo fratello Jim, considerato l'erede della dinastia, muore in un tragico incidente, e il secondogenito Roscoe diventa alcolista per le delusioni d'amore, Bibbs si trova, volente o nolente, a doversi prendere cura degli affari di famiglia. Ma tutto si complica per i sentimenti che Bibbs prova per Mary Vertrees, rampolla di una famiglia aristocratica caduta in rovina e promessa sposa di Jim.

## Edizioni italiane
- Booth Tarkington, Il turbine, collana I grandi romanzi d'amore, Sonzogno, 1930.
- Booth Tarkington, Tumulto, collana Aurora, Landscape Books, 2017,  p. 168, ISBN 978-88-99403-40-9.